# Otis Taylor

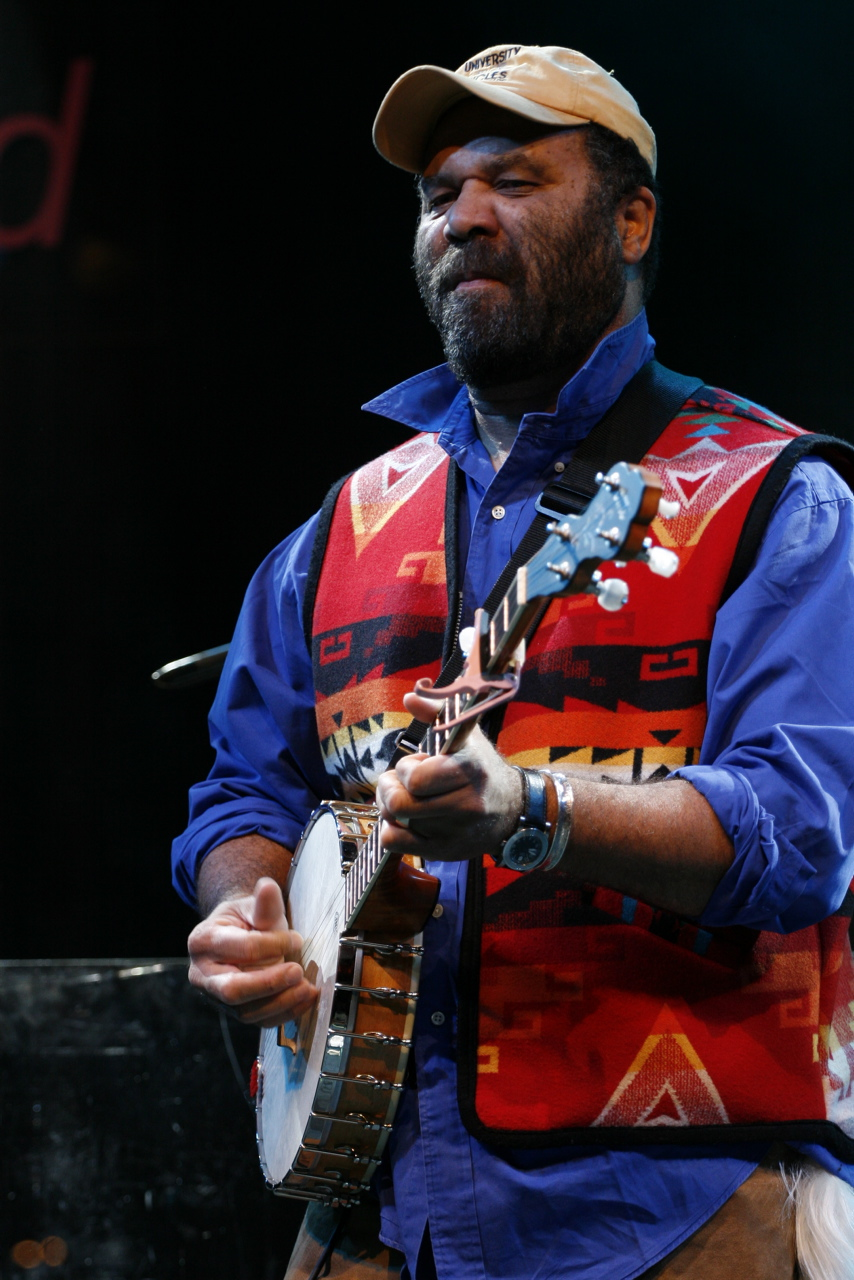
Photo by Christian Sahm

Otis Taylor (* 30. Juli 1948 in Chicago, Illinois) ist ein US-amerikanischer Blues-Musiker afroamerikanischer Abstammung. Der Multiinstrumentalist singt und spielt Gitarre, Banjo, Mandoline und Mundharmonika.

## Leben
Otis Taylor zog in jungen Jahren nach Denver, Colorado, wo er aufwuchs. Taylor spielte professionell Musik sowohl in Europa als auch den USA in einer Reihe von Blues-Bands. 1977 wandte er sich von der Musikindustrie ab, um andere berufliche Ziele zu verfolgen, unter anderem als Antiquitäten-Händler. 1995 kehrte er zur Musik zurück und hat seitdem zahlreiche Alben bei verschiedenen Plattenlabels veröffentlicht.
Bis heute (Stand Juli 2008) wurde Taylor elfmal für den Blues Music Award nominiert; sein Album White African wurde 2001 als „Bestes Debüt“ geführt.
Sein Song Nasty Letter von dem Album Truth Is Not Fiction (2003 erschienen) ist auf dem Soundtrack des Films Shooter zu hören.
Seine Songs Ten Million Slaves und Nasty Letter sind auf dem Soundtrack des Spielfilms Public Enemies zu hören.
Taylor trat im Vorprogramm von Gary Moores Herbsttour 2007 durch das Vereinigte Königreich auf und begleitete ihn ebenso auf dessen Tour durch Deutschland im März 2008.

## Diskografie
- Blue-Eyed Monster (1997)
- When Negroes Walked the Earth (1998)
- White African (2001)
- Respect the Dead (2002)
- Truth Is Not Fiction (2003)
- Double V (2004)
- Below the Fold (2005)
- Definition of a Circle (2007)
- Recapturing the Banjo (2008)
- Pentatonic Wars and Love Songs (2009)
- Clovis People, Vol. 3 (May 11, 2010, Telarc International)
- Contraband (2012)
- My World Is Gone (2013)
- Collection (2014)
- Hey Joe Opus: Red Meat (2015)
- Fantasizing About Being Black (2017)
- Banjo... (2023)